# Sydlig serov
Sydlig serov eller Sumatraserov (Capricornis sumatraensis, tidigare Naemorhedus sumatraensis) är en art i släktet serover som tillhör underfamiljen getdjur. För några år sedan räknades alla populationer av släktet i sydöstra Asien till arten sydlig serov men idag utgör Capricornis milneedwardsii (i Kina), Capricornis rubidus (i norra Myanmar) och Capricornis thar (i Himalaya) självständiga arter.

## Utbredning
Den population som idag betecknas som sydlig serov lever på Malackahalvön, i södra Thailand, i Malaysia och på den indonesiska ön Sumatra. Habitatet utgörs av bergsområden med skog.

## Utseende
Liksom alla andra arter i släktet liknar sydlig serov getter i utseende. Den täta pälsen är på ovansidan svartgrå och på undersidan ljusare. Vid djurets rygg finns en man och svansen är bara en liten stump. Hos bägge kön finns korta bakåtböjda horn som blir upp till 25 centimeter långa.

## Ekologi
Det är inte mycket känt om artens levnadssätt men det antas att varje individ lever ensam, liksom hos andra serover. Födan utgörs av gräs, blad och andra vegetabiliska ämnen.

## Hot
Arten jagas för köttets skull och på grund av att vissa kroppsdelar ska ha läkande egenskaper. Dessutom förstörs utbredningsområdet genom skogsskövling. Internationella naturvårdsunionen listar sydlig serov som sårbar (vulnerable).